# Tokyo dieser Tage
Tokyo dieser Tage (jap. 東京ヒゴロ, Tōkyō Higoro) ist eine dreibändige Manga-Serie von Taiyō Matsumoto. Sie erschien 2019 bis 2023 als Fortsetzungsgeschichte in der japanischen Manga-Zeitschrift Biggu Komikku Orijinaru Zōkan (ビッグコミックオリジナル増刊) und wurde 2021 bis 2023 als Taschenbuch-Ausgabe von Shōgakukan herausgebracht. Es folgten Übersetzungen in mehrere Sprachen, unter anderem ins Deutsche: Der Auftaktband von Tokyo dieser Tage erschien im März 2025 bei Reprodukt.
Im Mittelpunkt der in der japanischen Hauptstadt verorteten Geschichte steht Kazuo Shiozawa, ein langjähriger Manga-Redakteur, der seine Stelle bei einem renommierten Verlagshaus aufgibt und sich zum Ziel setzt, einen selbstfinanzierten „perfekten Manga“ mit Beiträgen seiner gealterten Mangaka-Ikonen zu realisieren.
Tokyo dieser Tage wurde 2023 und 2024 für den Osamu-Tezuka-Kulturpreis nominiert und erhielt 2024 den Yellow-Kid-Preis des Luccaner Comic- und Spielefestivals in der Kategorie „Autor des Jahres“.

## Hauptfiguren
Kazuo Shiozawa (塩澤 和夫) ist ein Mann mittleren Alters, der eine große Leidenschaft für Mangas hegt und seit vielen Jahren als Redakteur in der Manga-Industrie arbeitet. Er trägt eine Brille und ist stets seriös und zurückhaltend. Er hat die Fähigkeit, mit Vögeln zu kommunizieren – ein übernatürliches Element, wie man es auch aus anderen Werken Matsumotos kennt. Die Einstellung des von ihm mitbegründeten Manga-Magazins Comic Night (コミック夜, Komikku Yoru) trifft ihn schwer.
Chosaku Miyazaki (みやざき 長作) ist ein Manga-Künstler, der in der Vergangenheit Erfolge mit seiner Baseball-Serie Trikot Nr. 15 gefeiert hat. Der geschiedene Mann ist Vater einer Tochter und von fülliger Statur. Bei seiner Arbeit wird er vom Zeichenassistenten Kusakari unterstützt.
Shu Aoki (青木 収) ist ein Nachwuchskünstler, der unter Shiozawa debütierte. Er hat langes Haar und lebt mit mehreren Katzen zusammen. Er hat einen kritischen Blick auf die kommerziellen Ausformungen des Manga-Industrie und kämpft mit Selbstzweifeln.
Ririko Hayashi (林 りり子) ist eine Verlagsmitarbeiterin, die die Nachfolge von Shiozawa antritt und den Künstler Aoki redaktionell betreut. Nach anfänglichen Schwierigkeiten in der Kollaboration mit dem Autor, gewinnt sie im Verlauf ihrer Arbeit an Selbstvertrauen.

## Inhalt

### Erster Band
Nach 30-jähriger Firmenzugehörigkeit kündigt Manga-Redakteur Kazuo Shiozawa seinen Job beim Tokyoter Verlagshaus Shogakusha. Bei einem Treffen mit Mangaka Chosaku Miyazaki äußert Shiozawa zu dessen Unmut Kritik an seinen letzten Werken. Shiozawas Verlagsnachfolgerin, Ririko Hayashi, bittet den ehemaligen Kollegen um Überprüfung der Storyboards Shu Aokis. Sie klagt über Schwierigkeiten in der Zusammenarbeit mit dem Nachwuchskünstler.
Bei einer Feier gerät Chosaku mit dem jungen Aoki aneinander: Das anfängliche Schwärmen des jungen Mangaka für die frühen Arbeiten Chosakus schlägt in einen Verriss seiner aktuellen Werke um. Prokrastinierend verbringt Chosaku seine Zeit beim Baseball und in einer Spielhalle, ehe er wieder in Kontakt mit Shiozawa tritt. Mit einem Wiedergutmachungsgeschenk besucht Aoki Chosaku in seinem Atelier. Chosaku ermutigt ihn zur Zusammenarbeit mit Hayashi. Shiozawa räumt seine Wohnung leer: Mit der Absicht, seiner Manga-Vergangenheit den Rücken zuzukehren, bietet er seine Manga-Sammlung zum Verkauf an, verwirft diese Idee im letzten Moment aber wieder, obwohl der Käufer schon in seinem Hausflur steht.
Nach der Beerdigung einer Manga-Autorin besichtigt Shiozawa das Arbeitszimmer der Verstorbenen. Nach einem Zwiegespräch mit der Toten offenbart er Chosaku den Plan, einen Manga herauszubringen. Chosaku bestätigt seine Teilnahme. Beim Versuch, einen weiteren Mitwirkenden für das Manga-Magazin zu gewinnen, wendet sich Shiozawa an Shin Arashiyama. Der in ärmlichen Verhältnissen lebende Mann lässt Shiozawa im Unklaren über seine Teilnahme. Auf der Suche nach seiner Katze trifft Aoki auf seine Redakteurin. Hayashi entdeckt das Haustier auf einem Baum und lobt Aokis Storyboards, die er zuvor nur widerwillig überarbeitet hatte. Mit Kaoruko Kiso kann Shiozawa eine weitere Person für sein Projekt gewinnen: Die inzwischen als Kassiererin tätige Autorin von historischen Mangas deckt sich mit Künstlermaterialien ein und beginnt mit dem Zeichnen.

### Zweiter Band
Chosaku verbringt einen Tag mit seiner Ex-Frau und seiner Tochter Luna. Alkoholisiert taucht er bei Shiozawa auf und schläft bei ihm ein. Nach der Absage Arashiyamas trifft sich Shiozawa mit Makoto Nishioka, der sich ebenfalls vom Manga-Zeichnen distanziert und seine Zuflucht in der Schulbuchillustration gefunden hat. Zu Hause spricht Shiozawa mit seinem Vogel über Nishiokas Marotte, schönen Frauen hinterzulaufen. Shiozawa findet seine Inspiration wieder und überreicht dem gerührten Shiozawa seine neuen Zeichnungen.
Aoki hat eine Schaffenskrise. Der Chefredakteur von Spirit! zweifelt an dessen Fähigkeit, im Wochenrhythmus neue Kapitel vorzulegen, doch Hayashi setzt sich für ihn ein. Nach der Veröffentlichung der ersten Kapitel von Silver Tent wird Aoki mit Lob bedacht und auch Chosakus neue Beiträge werden vom Zeichenassistenten Kusakari positiv aufgenommen. Als Chosaku an einer Erkältung erkrankt, wird er von Kusakari versorgt. Auch Machiko IIdabashi wird von Shiozawa zur Projektteilnahme eingeladen. Unter der Einfluss eines autoritären Redakteurs stehend, verschließt sich die erfolgreiche Manga-Künstlerin den Anfragen anderer Verlage.
Shiozawa hat Schwierigkeiten, sein im Entstehen begriffenes Manga-Magazin in den Buchhandel zu bringen. Hayashi versucht, die Unterstützung ihres Vorgängers durch ihren Verlag zu erwirken. Mit dem Erfolg von Silver Tent wächst Aokis Ruhm, doch entgleitet ihm sein eigenes Leben zusehends. Im jungen Omori findet er einen Assistenten und Bewunderer seiner Werke. Von Selbstzweifeln geplagt, kehrt Aoki in seine Heimatstadt zurück – allein Omori informiert er, damit dieser auf seine Katzen Acht gibt. Mit dem Zug fährt Hayashi zu ihm, unterstützt ihn in seiner Krise und gemeinsam kehren sie nach Tokyo zurück.

### Dritter Band
Im winterlichen Tōhoku versucht Shiozawa einen weiteren Autor zu rekrutieren. Kaeru, einst Teil des als „Manga-Zwillinge“ bezeichneten Duos, hat seit dem Verkehrstod seines Partners mit dem Zeichnen aufgehört. Als Shiozawa den schwermütigen Mann verlässt, wagt auch dieser einen Neubeginn.
Shiozawa versorgt den betreut wohnenden Kumotaro Nekoyama mit Bildbänden über Rom, wo der alte Mangaka seine neue, von anthropomorphen Katzen bevölkerte Manga-Geschichte spielen lässt. Mit seiner Tochter besucht Chosaku eine Ausstellung einer von ihr bewunderten Manga-Künstlerin. Maruzo Miki, Chosakus einstiger Mentor, wird von Shiozawa aufgesucht. Der weltfremde, zurückgezogen lebende Kauz vertröstet ihn wegen seiner Schreibblockade. Kusakari verabschiedet sich aus der Manga-Branche und Chosaku beendet seine Mitarbeit am Spirit!-Magazin.
Nach vielen Misserfolgen zeigt ein Buchhändler Interesse an Shiozawas Magazin und gewährt ihm über dessen Sohn Zugang zu mehreren weiteren Filialen. Nach seiner kreativen Krise findet Chosaku wieder zurück zu alter Form und trägt seinen Teil zu Shiozawas Zeitschrift bei. Die erste Ausgabe der Comic Dawn (コミックドオン, Komikku Dōn) wird zum Erfolg und ebnet den Weg für den nächsten Band.

## Veröffentlichung
Tokyo dieser Tage wurde zwischen dem 12. Juni 2019 und dem 12. Juni 2023 in der zweimonatlich erscheinenden Zeitschrift Biggu Komikku Orijinaru Zōkan (ビッグコミックオリジナル増刊) serialisiert. Noch vor Abschluss der Fortsetzungsgeschichte im Manga-Magazin brachte der japanische Verlag Shōgakukan die ersten zwei Bände von Tokyo dieser Tage in einer Taschenbuchausgabe heraus. Der letzte Band erschien am 30. Oktober 2023.
Seit seiner Originalveröffentlichung wurde Matsumotos Werk in mehrere Sprachen übersetzt – unter anderem als Tokyo, ces jours-ci ins Französische und als Tokyo These Days ins Englische. Unter dem Titel Tokyo dieser Tage begann Reprodukt im März 2025 mit der Veröffentlichung einer deutschen Hardcover-Ausgabe. Daniel Büchner, der zuvor GoGo Monster, Ping Pong und andere Matsumoto-Titel für den Comicverlag ins Deutsche übertragen hatte, war für die Übersetzung verantwortlich. Gefördert wurde die Übersetzung aus dem Japanischen von Litprom und dem Goethe-Institut. Für das Lettering war der Grafiker und Comic-Künstler diceindustries verantwortlich. Die in den Zeichnungen des Mangas sichtbaren japanischen Namen und Titel wurden nicht verändert, sondern durch Einfügung von Sternchen markiert und unterhalb der jeweiligen Panels mit einer Übersetzung bzw. Erklärung versehen. Die im Manga verwendete Schriftart wurde von Uli Oesterle entwickelt.

## Erzähltechniken und Zeichenstil
Ein Großteil der über 600 gezeichneten Seiten von Tokyo dieser Tage ist in Schwarz-, Weiß- und Grautönen gehalten, während eine sehr kleine Anzahl an Seiten vollständig koloriert ist. Während die Hintergründe „sorgfältig ausgearbeitet“ wurden, sind die Charaktere in Matsumotos Werk mit „vereinfachenden Linien flach dargestellt“. Die Linienführung wurde als „unordentlich, fast skizzenhaft“ und „kantig“ beschrieben. Bei der Darstellung von Arbeiten der einzelnen Mangaka simulierte bzw. imitierte Matsumoto unterschiedliche Zeichenstile.
Jedes Kapitel wird durch einen Titel in knappem Stile eines Terminkalendereintrags eingeläutet, wie z. B. „16 Uhr: Vor der Yamada-Buchhandlung in Jinbocho“ oder „Shin Arashiyama einen Besuch abstatten“. Abgeschlossen wird jede Episode wiederum mit einer ganzseitigen Stadt- oder Landschaftsansicht. Einzelne schwarze Seiten zwischen den Kapiteln werden von Matsumoto wie Schwarzblenden in einem Film eingesetzt.
Matsumoto baute in seine Narration surreale Elemente wie die Kommunikation mit Vögeln oder Gespräche mit einer Toten ein. Die Darstellung der Umwelt der Hauptfiguren sowie atmosphärische Elemente wie das Wetter erfuhren eine besondere Akzentuierung im Manga. Sein Stil ist von europäischen Comicszeichnern wie Miguelanxo Prado beeinflusst und wird von Ralph Trommer als leicht schräger Strich bezeichnet, in dem die Charaktere leicht satirisch überzeichnet werden.

## Rezeption
In einer Umfrage des Magazins Kono Manga ga Sugoi! (このマンガがすごい!) kam Matsumotos Manga unter die besten fünf Werke des Jahres 2022 bei der männlichen Leserschaft. Die Serie wurde für den Los Angeles Times Book Prize (2024) und für den Osamu-Tezuka-Kulturpreis (2023 und 2024) nominiert. Auf dem italienischen Festival Lucca Comics & Games 2024 wurde Tokyo dieser Tage mit dem Yellow Kid Award ausgezeichnet.
Für François Vigneault (The Comics Beat) war Tokyo dieser Tage eine „langsam erzählte Geschichte von einem Meister seines Fachs“. Matsumotos Aufmerksamkeit für die Darstellung der Außenwelt lege das ästhetische Konzept des mono no aware nahe: eine „Sensibilität für die vergängliche Schönheit und den melancholischen Kummer der Welt“. Adam Marier (No Flying No Tights) bezeichnete den Manga als „cineastisch“ und hob hervor, dass „es ruhige Momente gibt, in denen die Geschichte atmen kann“.
In einem Beitrag für Radio France zeigten sich die beiden Kulturrezensenten überzeugt von Matsumotos Werk: Fausto Fasulo bezeichnete Tokyo dieser Tage als „zutiefst menschlich“ und Pauline Croquet war angetan von der „Art und Weise, wie der Mangaka seine Figuren durch ihre Umgebung oder ein paar Dialoge beschreibt“. Kanta Ishida (The Japan News) zeigte sich vom Charakterdesign Shiozawas beeindruckt und attestierte Matsumoto „die kunstvollsten Zeichenlinien der heutigen Manga-Szene“.
Laut Scott Cederlund (From Cover to Cover) haben die Konflikte in Tokyo dieser Tage eine eher geringe Tragweite und die Figur des Shiozawa sei lediglich „Ankerpunkt“ für die anderen Charaktere, da sie selbst nur rudimentär beschrieben wird. Nach Einschätzung von Rebecca Silverman (Anime News Network) seien die Zeichnungen Matsumotos „manchmal unübersichtlich und schwer zu erfassen“, aber die „zentralen Fragen zu Kreativität und Kommerzialisierung“ interessant, wie auch der gelegentliche Einsatz von magischem Realismus.
Die Geschichte zeige „einen authentischen, oft subtil komischen Einblick in die japanische Variante des Comicschaffens“, so Ralph Trommer in der Tageszeitung. Matsumoto beschreibe, wie Manga-Kreative ticken. Die satirisch überzeichneten Charaktere würden „im Laufe der Geschichte immer plastischer und lebensnäher“. In der FAZ bewertet Andreas Platthaus die Serie als Matsumotos bisher bestes Werk. Matsumoto habe „seine Erfahrungen mit den jüngeren Entwicklungen im japanischen Manga-Verlagswesen zum Thema gemacht“ sowie als zweites Thema die Metropole Tokio ausgewählt. Dessen Integration in die Geschichte erinnere an Taniguchis legendären Spazierenden Mann und werde mit seinem Stil „dem Wirrwarr des Städtebaus Tokios gerecht […], weil er genauso unaufgeräumt und spontan wirkt wie die Megalopolis“. Frauen spielten eine größere Rolle als bei früheren Werken über diese Themen. „Und besonders reizvoll ist das gelegentliche Nebeneinander von realer Erzählebene (die Mangaka) und Fiktionalem (ihre gezeichneten Geschichten). Letztere sind in klassischem Manga-Look gestaltet, Erstere könnten auch von jemandem wie dem Wiener Comicautor Franz Suess oder seiner Zürcher Kollegin Simone F. Baumann stammen. Wovon Matsumoto berichtet, dem Wandel der ganzen Wahrnehmung von Manga in Japan, das führt er subtil auf dem grafischen Feld selbst vor.“